# عثمان سيمبين
عثمان سمبين (بالفرنسية: Ousmane Sembène)‏ هو كاتب ومحمل السفن وصانع أفلام ومنتج أفلام وناشط سياسي وكاتب سيناريو وكاتب مسرحي ومخرج وممثل سنغالي، ولد في 8 يناير 1923 بكازامانس في السنغال، وتوفي في 9 يونيو 2007 بيوف في السنغال. من الجوائز التي نالها جائزة نظرة ما سنة 2004 وجائزة جان فيغو ‏ سنة 1966.

## جوائز
- الجائزة الأدبية الكبرى لأفريقيا السوداء (1997)
- جائزة نظرة ما (2004)
- جائزة جان فيغو [الإنجليزية]‏ (1966)

## وصلات خارجية
- عثمان سيمبين على موقع IMDb (الإنجليزية)
- عثمان سيمبين على موقع الموسوعة البريطانية (الإنجليزية)
- عثمان سيمبين على موقع روتن توميتوز (الإنجليزية)
- عثمان سيمبين على موقع مونزينجر (الألمانية)
- عثمان سيمبين على موقع قاعدة بيانات الأفلام العربية
- عثمان سيمبين على موقع ألو سيني (الفرنسية)
- عثمان سيمبين على موقع أول موفي (الإنجليزية)
- عثمان سيمبين على موقع قاعدة بيانات الأفلام السويدية (السويدية)
- عثمان سيمبين على موقع قاعدة بيانات الفيلم (الإنجليزية)
- عثمان سيمبين على موقع كينوبويسك (الروسية)